# 바헤아두

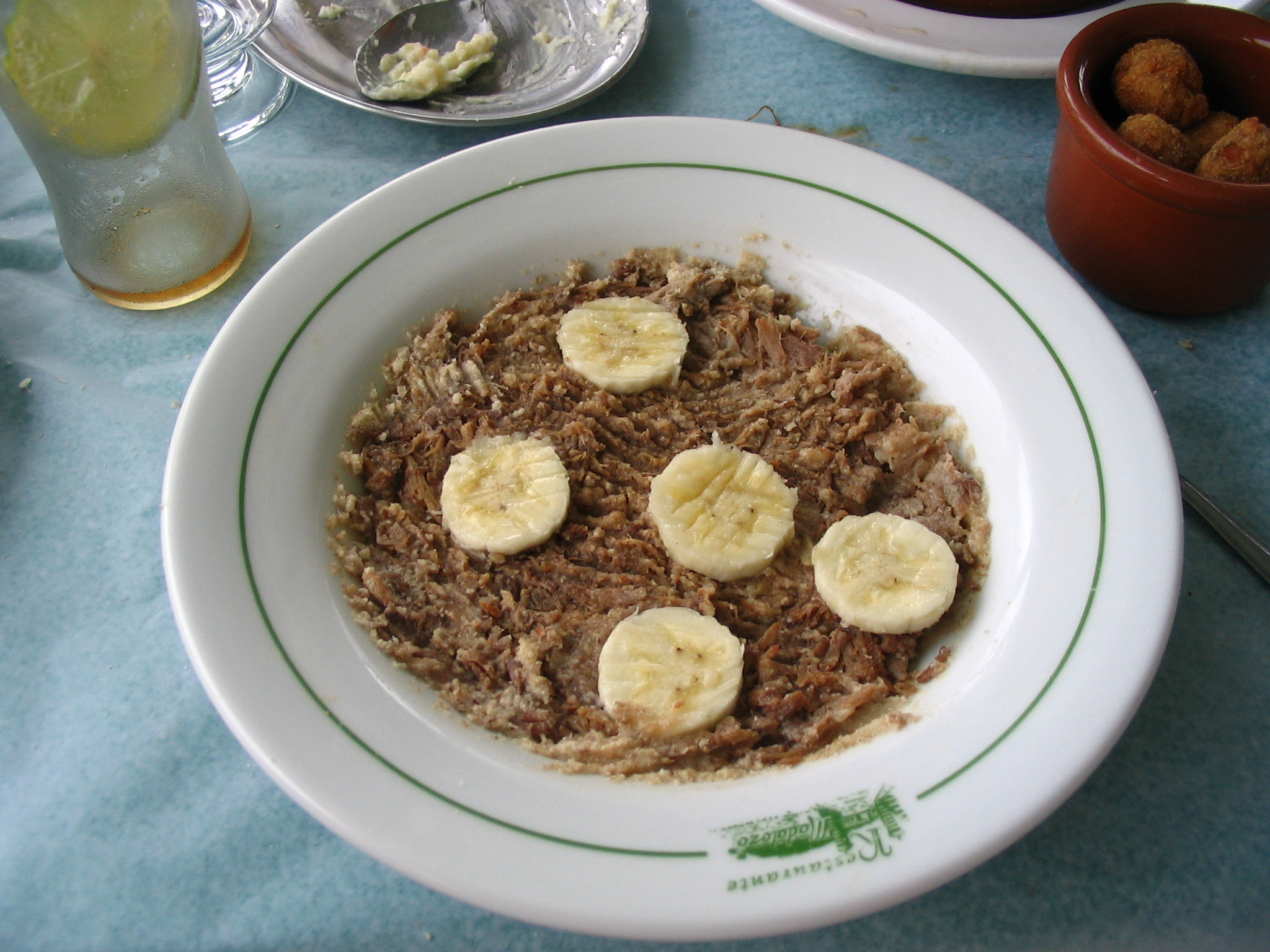
바헤아두

바헤아두(Barreado)는 브라질 음식으로 봉한 토기솥에 쇠고기를 24시간 푹 구운 음식으로 바나나를 곁들여 먹기도 한다.